# Lo-fi

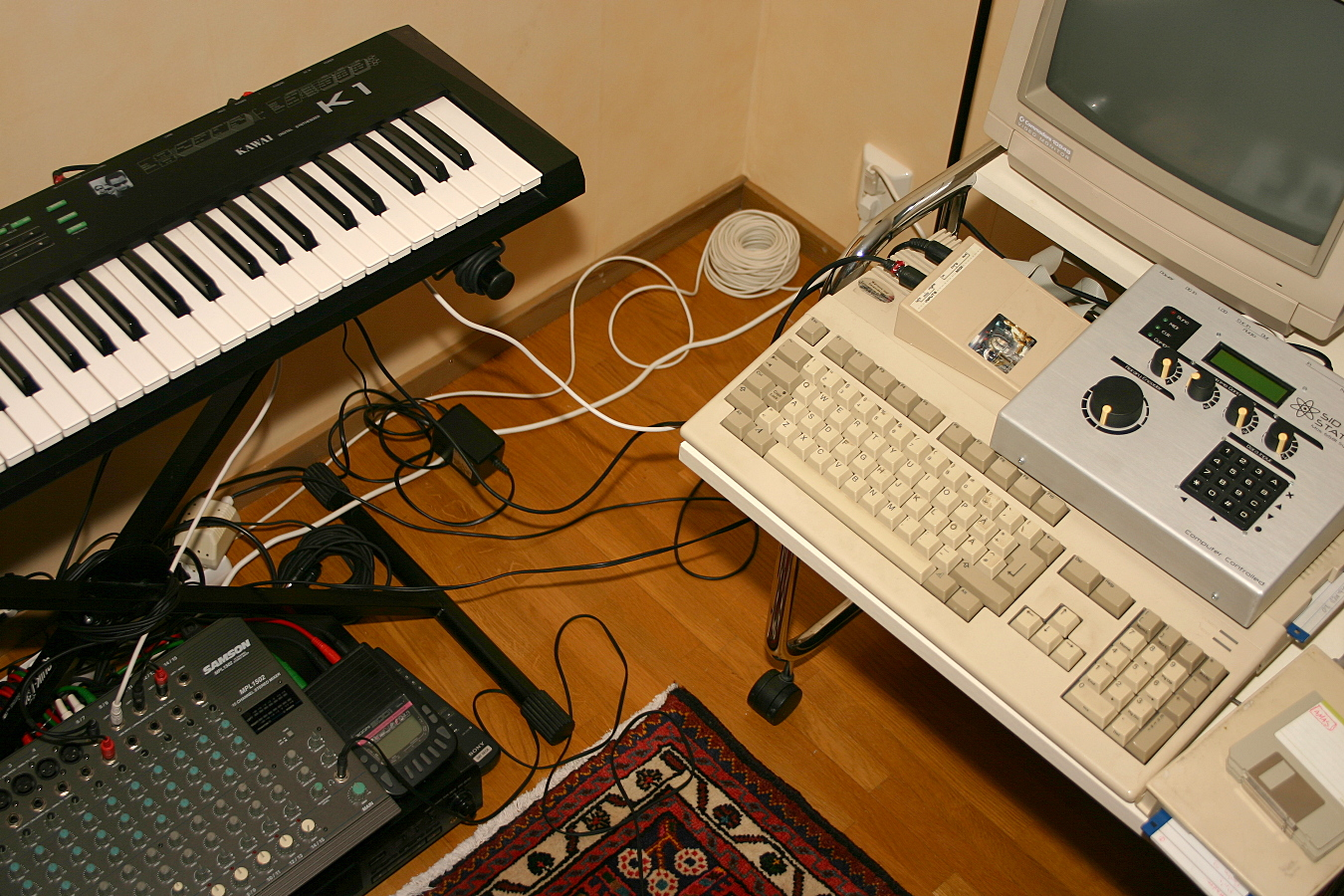
Một studio "giường nằm" với các thiết bị thời 1980–1990

Lo-fi (viết tắt của low fidelity) là một thể loại nhạc trong đó có chứa các yếu tố không hoàn hảo trong quá trình ghi âm và trình diễn. Tiêu chuẩn chất lượng âm thanh (hay fidelity) sự sản xuất âm nhạc được cải thiện qua nhiều thập kỉ, trong khi nhiều nhạc lo-fi cũ đã không được công nhận. Lo-fi được công nhận là một trong các thể loại nhạc nổi tiếng vào những năm 1990, khi nó đã thay thế nhạc DIY  ("nhạc tự làm", viết tắt từ chữ Do it yourself).
Nhiều người hiểu nhầm rằng nhạc lo-fi đặc trưng bởi âm méo và chất analog. Tính thẩm mỹ của thể loại nhạc này được định nghĩa bởi các yếu tố thiếu chuyên nghiệp, như là những nốt bị đánh sai, tạp âm, sai lệch tần số âm thanh, (như lỗi tín hiệu âm thanh, rối băng...). Những nghệ sĩ đầu tiên của thể loại lo-fi có thể kể tới The Beach Boys (Smiley Smile), R. Stevie Moore (hay còn được gọi là "cha già của làng ghi âm"), Paul McCartney (McCartney), Todd Rundgren, Jandek, Daniel Johnston, Guided by Voices, Sebadoh, Beck, Pavement, và Ariel Pink.
Lo-fi là một từ mang tính văn hóa, đối lập với Hi-fi. DJ William Berger từ đài WFMU đã phổ biến thuật ngữ này vào năm 1986. Từ nhiều ý kiến đánh giá vào những năm 1980, lo-fi thường được gán với hàng loạt khái niệm văn hóa như cassette, và là tiền đề cho các thể loại punk rock, indie rock, nghệ thuật ngây thơ, âm nhạc ngoại vi, chủ nghĩa xác tin trong nghệ thuật, slacker/thế hệ X, và văn hóa hoài niệm. Sự thành công của các nhạc sĩ "giường nằm" đã tạo nên những khái niệm phòng thu kỹ thuật số tự chế. Cuối những năm 2000, lo-fi còn góp phần khai sinh ra hai thể loại chillwave và hypnagogic pop.

## Định nghĩa và từ nguyên
—Adam Harper,  Lo-Fi Aesthetics in Popular Music Discourse (2014)
Lo-fi là từ đối lập với hi-fi. Trong quá khứ, từ "lo-fi" được so sánh với sự phát triển công nghệ và sự mong đợi của người nghe nhạc, tạo nên một làn sóng tranh luận gay gắt khiến cái tên bị thay đổi nhiều lần. Nó thường được phát âm là "low-fi" trước những năm 1990, và đã tồn tại từ những năm 1950, một thời gian ngắn sau sự chấp nhận của dòng nhạc "high fidelity", khái niệm của nó thay đổi liên tục từ những năm 1970 và 2000. Trong phiên bản năm 1976 của Từ điển tiếng Anh Oxford, lo-fi có khái niệm là "âm thanh có chất lượng thấp hơn 'hi-fi'". Người dạy nhạc R. Murray Schafer, giải thích trong cuốn sách năm 1977 của ông là The Tuning of the World, định nghĩa nó là "tỷ lệ tín hiệu trên tạp âm không tốt."
Không ai công nhận sự không hoàn hảo của dòng nhạc lo-fi cho đến những năm 1980, khi mà chủ nghĩa lãng mạn xuất hiện trong home recording và "do it yourself" (DIY). Sau đó, "DIY" thường bị nhầm lẫn với "lo-fi".  Cho tới cuối những năm 1980, các dạng phòng thu như "home-recorded", "technically primitive", và "inexpensive equipment" thường dính líu với dòng nhạc "lo-fi" hơn, và trong suốt những năm 1990, "lo-fi" được dân chúng công nhận. Kết quả là, vào năm 2003, Từ điển Oxford phải thêm một định nghĩa cho nó—"một thể loại con của nhạc rock nhưng được sản xuất nhỏ lẻ, cho một âm thanh thô và không phức tạp". Định nghĩa thứ ba được thêm vào năm 2008: "không trau chuốt, nghiệp dư, hoặc không phức tạp, đặc biệt là lựa chọn thẩm mỹ có chủ ý." 
Bất cứ ai phổ biến việc sử dụng "lo-fi" đều không thể được xác định rõ ràng. Nhiều người cho rằng William Berger chính là người phổ biến việc sử dụng từ "lo-fi" trong chương trình radio nửa giờ hàng tuần trên đài radio New Jersey WFMU, có tên là Low-Fi, kéo dài từ năm 1986 đến 1987. Nội dung của chương trình bao gồm toàn bộ các sự đóng góp được gửi qua thư và được phát sóng nửa giờ mỗi đêm thứ sáu. Vào mùa thu năm 1986, trong tạp chí WFMU LCD, chương trình được miêu tả là "thu âm tại nhà được sản xuất trên những thiết bị đắt tiền. Kỹ thuật nguyên thủy kết hợp với sáng chói."
Khái niệm "nhạc sĩ giường nằm" được phát triển sau sự có mặt của máy tính và laptop trong nhiều thể loại nổi tiếng hoặc thể loại nhạc Avant-garde, và sau nhiều năm, mọi người có xu hướng gom tất cả các thể loại nhạc thu âm tại nhà thành "lo-fi". "Bedroom pop" sau đó được mô tả là thể loại nhạc hoặc thẩm mỹ khi mà các ban nhạc thu âm tại nhà, hơn là phòng thu truyền thống. Nó cũng được kết hợp với DIY. Vào những năm 2010, báo chí cho rằng thể loại "bedroom pop" là bất cứ thể loại âm nhạc nào mà "không rõ". Vào năm 2017, Anthony Carew của About.com bàn luận rằng từ "lo-fi" được sử dụng nhầm lẫn với từ "warm" (ấm) hoặc "punchy" khi mà nó là từ để chỉ "thể loại nhạc được thu âm trên máy móc bị hỏng".

## Đặc điểm
Tính chất thẩm mỹ của lo-fi dựa trên các yếu tố đặc biệt trong lúc quá trình thu âm. Nói một cách khác , chúng được nhìn nhận trong nhiều khía cạnh của kỹ sư âm thanh như việc dùng hiệu ứng chưa được ưa thích, ví dụ như tín hiệu âm thanh không rõ hoặc sự dao động của băng ghi âm. Thẩm mỹ của nó còn phụ thuộc vào các hiệu ứng dưới tiêu chuẩn thông thường. Kiểu thu âm không hoàn hảo này được nhiều người lầm tưởng là "không chuyên nghiệp" hoặc "nghiệp dư" bởi sự lệch lạc (lạc nốt hoặc nốt kéo quá dài) hoặc pha trộn (tiếng rít âm thanh, sự bóp méo, hoặc âm thanh trong phòng). Nhà âm nhạc học là Adam Harper xác định được tính chất đặc biệt của nó bao gồm "bằng máy" và "không bằng máy". Lời ông khẳng định trước đây là "yếu tố của thu âm được hiểu như việc làm bất lợi cho chính nó và điều này bắt đầu từ các hoạt động cụ thể của việc thu âm trung bình. Ngày nay, đây là tính chất đầu tiên mà mọi người nói đến khi nghĩ đến 'lo-fi'."
Sự không hoàn hảo trong thu âm "được chia thành hai thể loại, là sự bóp méo và tiếng ồn", và trong quan điểm của Harper, mặc dù ông đã hiểu được định nghĩa của "sự bóp méo" và "tiếng ồn" luôn thay đổi và thỉnh thoảng chồng chéo lên nhau. Dạng thẩm mỹ của sự bóp méo thường thấy trong lo-fi là độ méo, diễn ra khi tín hiệu âm thanh được phóng đại hơn dải tần nhạy sáng của một thiết bị. Tuy nhiên, hiệu ứng này thường không được xem xét là yếu tố không hoàn hảo. Điều tương tự là dùng âm thanh guitar điện của rock and roll, và bởi vì có sự xuất hiện của thu âm kỹ thuật số, mà dòng nhạc này có thể thu âm mà người ta gọi là "Analogue Warmth". Sự bóp méo được tạo ra như là sản phẩm thứ hai của quá trình thu âm ("sự bóp méo bằng máy") thường tránh được dùng trong chuyên nghiệp. "Bão hòa băng ghi âm" hoặc "bóp méo bão hòa" đều mô tả sự bóp méo âm thanh được diễn ra khi đầu băng đạt tới giới hạn của băng từ còn dư (phương tiện để ghi từ tính nhằm lưu giữ những tín hiệu, để sau đó có thể tái tạo được thông qua hệ thống máy điện tử). Hiệu ứng bao gồm sự giảm dần của tín hiệu tần số cao và sự gia tăng tiếng ồn. Nói chung, thu âm lo-fi có thể có một chút hoặc không có tần số trên 10 kHz.
Sự không hoàn hảo "không bằng máy" được tạo ra trong hành động ("ho, ngửi, lật trang sách và tiếng ghế") hoặc môi trường ("phương tiện đi qua, tiếng dân cư, tiếng hàng xóm và động vật"). Harper cho biết "sự bóp méo và tiếng ồn là không bao giờ giới hạn đối với thẩm mỹ của lo-fi, đương nhiên, và thẩm mỹ của lo-fi... không bao gồm trọn bộ sự bóp méo và tiếng ồn. Sự khác nhau được đặt ở chỗ mà sự bóp méo và tiếng ồn được hiểu là sự không hoàn hảo cho lo-fi." Ông cũng phân biệt giữa "sự không hoàn hảo thu âm" và "sự không hoàn hảo sóng âm được diễn ra như là kết quả của sự không hoàn hảo trong sản xuất âm thanh hoặc trong thiết bị...  Giả thuyết cho rằng các hiệu ứng lo-fi được tạo ra trong cả lúc thu âm và sản xuất, và được chấp nhận giữ lại trong thu âm chuyên nghiệp và kể cả sản xuất."
Bruce Bartlett, trong sách năm 2013 của ông là Practical Recording Techniques, khẳng định rằng "âm thanh lo-fi có thể ở tần số hơi hẹp (âm thanh mỏng và rẻ), và có thể bao gồm tiếng ồn như tiếng rít và tiếng sột soạt. Chúng có thể bóp méo hoặc nghiêng ngả trong độ cao." Ông cũng đưa ra phương pháp tái tạo lại âm thanh của lo-fi: pha trộn mức độ để chúng không cân bằng; đặt một vật cản giữa mic và nguồn âm thanh; đặt mic ở chỗ bất thường, như là thùng rác; thu âm ở thiết bị và dụng cụ cũ có chất lượng âm thanh thấp; nhấn mạnh tràn âm và phản xạ âm thanh.